# كنيسة القديس فرنسيس كسفاريوس
كنيسة القديس فرنسيس كسفاريوس هي كنيسة تابعة للكنيسة الكاثوليكية تقع في مدينة صلالة بسلطنة عُمان.
تُعدّ الكنيسة جزءًا من النيابة الرسولية لجنوب الجزيرة العربية، وهي منطقة تابعة للطقس اللاتيني تشمل الإمارات العربية المتحدة وعُمان واليمن. وهي إحدى الكنائس الأربع في سلطنة عُمان، إلى جانب كنائس القديسين بطرس وبولس في روي بمسقط، وكنيسة الروح القدس في غلا بمسقط، وكنيسة القديس أنتوني من بادوا في صحار.
قام الأب أوغسطين أنطاو اليسوعي، وهو أول كاهن للرعية، ببناء كنيسة القديس فرنسيس كسفاريوس على أرض تبرع بها السلطان قابوس بن سعيد آل سعيد. تم تكريس الكنيسة في 1 مايو 1984، تلاها بعد ثلاث سنوات قاعة الرعية. ومع ازدياد عدد تابعيها، تم تجديد قاعة الرعية وأصبحت الكنيسة الرئيسية. تم بناء مركز التعليم المسيحي في عام 1998، وأُضيف إليه طابق ثانٍ في عام 2012.